# آلکاسار د سان خوان
آلکاسار د سان خوان (به اسپانیایی: Alcázar de San Juan) یک شهرستان در اسپانیا است که در کاستیا-لامانچا واقع شده‌است.

## خصوصیات
آلکاسار د سان خوان ۶۶۶٫۷۸ کیلومترمربع مساحت و ۳۰٬۶۷۵ نفر جمعیت دارد و ۶۴۴ متر بالاتر از سطح دریا واقع شده‌است.